# Sokácok
A sokácok (horvátul: Šokci, szerbül: Шокци) horvát népcsoport Magyarország déli részén (főleg Mohács környékén), Bácskának a mai Szerbiához eső településein a Duna közelében (Szond, Bácsbéreg, Monostorszeg, Zombor), valamint a horvátországi Szlavónia egyes vidékein.
A sokácok szinte kivétel nélkül római katolikus vallásúak. Feltehetőleg a mai Bosznia-Hercegovina területeiről húzódtak fel az egykori Dél-Magyarország elnéptelenedett vidékeire a török hódoltság idején. Bosznia egyes vidékein a kisebbségben élő katolikusokat ma is gyakran nevezik sokácoknak.
Bár kevéssé köztudott, de az 1848–49-es magyar forradalomhoz és szabadságharchoz szorosan kötődő Josip Jelačić horvát bán is sokác volt.[forrás?]

## Népviselet

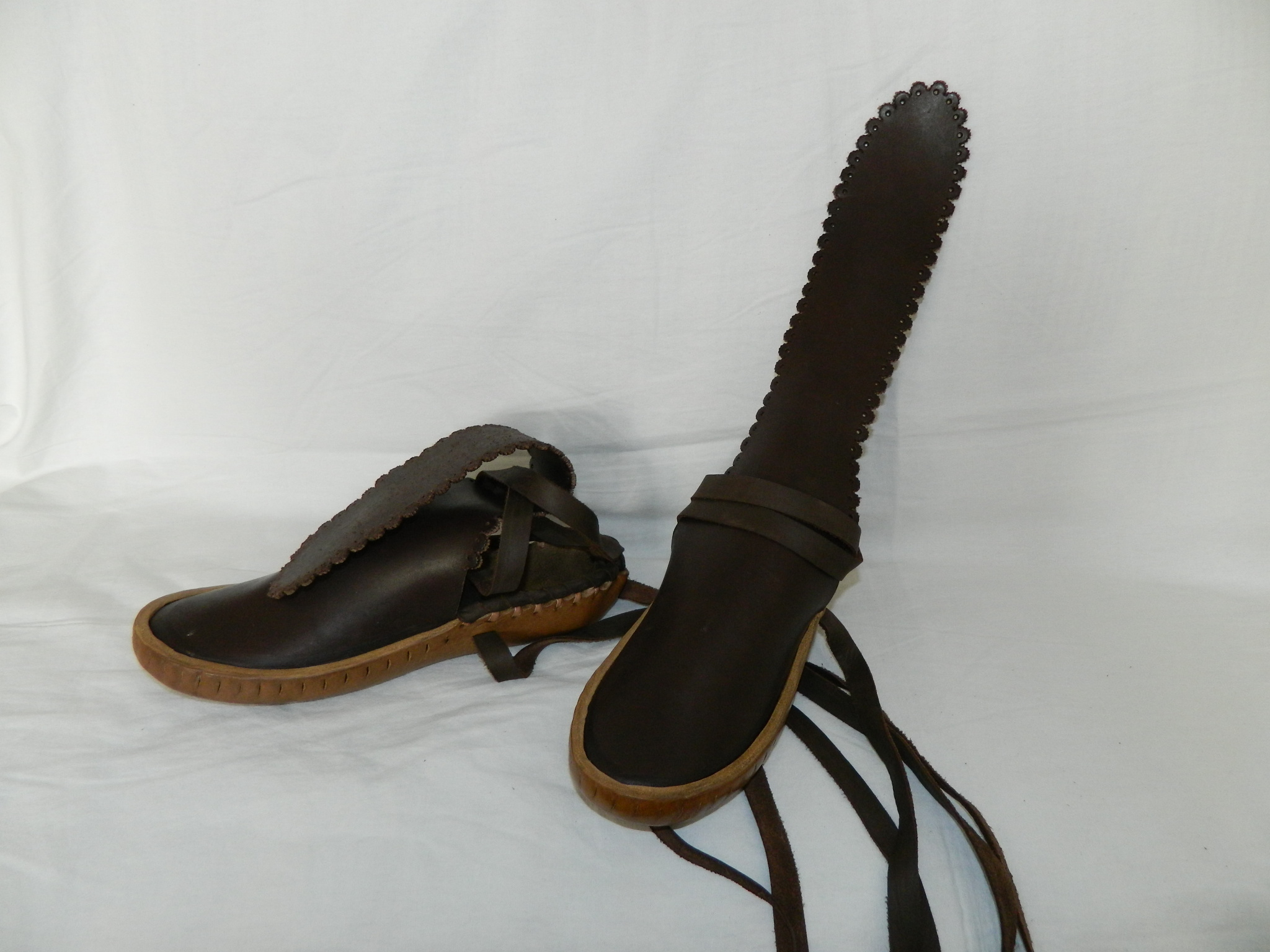
mohácsi sokác bocskor

A sokác népviselet keleties jellegű, inkább a kifejezetten balkáni népek viseletére emlékeztet (szerbek, bosnyákok, bolgárok), mintsem a horvátok hagyományos ruházatára. A sokác nyelvjárás azonban közelebbinek tűnik a horvát nyelv bizonyos változataihoz, mint a szerbhez. Római katolikus vallásuk pedig egyértelműen a horvátsággal való azonosuláshoz vezetett a 19. század végétől kezdődően.

## Rokonaik
A sokácokhoz hasonlóan a bunyevácok is szinte kizárólag katolikus vallású délszláv népcsoport, ráadásul a sokácokkal ugyanazon vagy szomszédos tájegységen élnek (főként a Bácskában), és habár mindkét népcsoport egy része horvátnak vallja magát, különállóságuknak tudata a mai napig megmaradt.
A sokácokat (a bunyevácokhoz hasonlóan) korábbi magyar források gyakran katolikus rácok néven különböztették meg a hagyományosan ortodox keresztény vallású szerbektől (rácok). Szerbiában a sokácokat újabban önálló népként tartják számon, de a bunyevácoktól eltérően a hagyományosan sokácok által lakott települések lakossága szinte kizárólag horvátnak, kisebb számban jugoszlávnak vallotta magát. A Magyarországon és a Vajdaságban élő sokác-horvátok száma elérheti a húszezret.